# Liste der dänischen Botschafter in Deutschland
Liste der dänischen Botschafter in Deutschland.

## Missionschefs

### Dänische Gesandte beimDeutschen Bund
Gesandte beim Bundestag des Deutschen Bundes in Frankfurt am Main.
1816: Aufnahme diplomatischer Beziehungen
- 1816–1825: Friedrich von Eyben (1770–1825)
- 1825–1839: Friedrich Christian Ferdinand von Pechlin (1789–1863)
- 1839–1840: Ingwer Carsten Levsen (1761–1840)
- 1841–1846: Johann Paul Höpp (1782–1847)
- 1846–1848: Friedrich Christian Ferdinand von Pechlin (1789–1863)
- 1848-1850: vakant
- 1850–1862: Bernhard Ernst von Bülow (1815–1879)
- 1862–1863: Ulysses von Dirckinck-Holmfeld (1801–1877)

1863: Ausschluss und Suspension der Stimme aufgrund der dänischen Novemberverfassung

### Dänische Gesandte imDeutschen Reich
1867: Aufnahme diplomatischer Beziehungen zum Norddeutschen Bund, 1871: zum Deutschen Reich

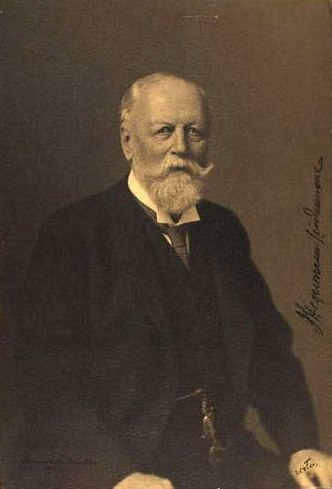
Johan Hegermann-Lindencrone (1913)

- 1867–1884: George Joachim von Quaade (1813–1889)
- 1884–1902: Carl Rudolf Emil von Vind (1829–1906)[2]
- 1902–1912: Johann Hegermann-Lindencrone (1838–1918)
- 1912–1924: Carl von Moltke (1869–1935)
- 1924–1941: Herluf Zahle (1873–1941)
- 1941–1945: Otto Carl Mohr (1883–1970)

1945: Schließung der Dänischen Gesandtschaft in Berlin

### Dänische Botschafter in der BundesrepublikDeutschland
1949: Aufnahme diplomatischer Beziehungen
- 1949–1966: Frants Hvass (1896–1982)
- 1966–?: Kjeld Gustav Knuth-Winterfeldt (1908–1992)
- 1975–?: Troels Oldenburg
- 1980–1989: Paul Henning Fischer (1919–2013)

...
- 1995–2001: Bent Haakonsen (* 1936)
- 2001–2005: Gunnar Ortmann (1947–2021)
- 2005–2010: Carsten Søndergaard (* 1952)
- 2010–2015: Per Poulsen-Hansen (* 1946)
- 2015–2020: Friis Arne Petersen (* 1952)
- 2020–2024: Susanne Christina Hyldelund (* 1968)
- seit 2024: Thomas Østrup Møller (* 1966)

## Gesandte in den deutschen Staaten (vor 1871)

### Dänische Gesandte inPreußen

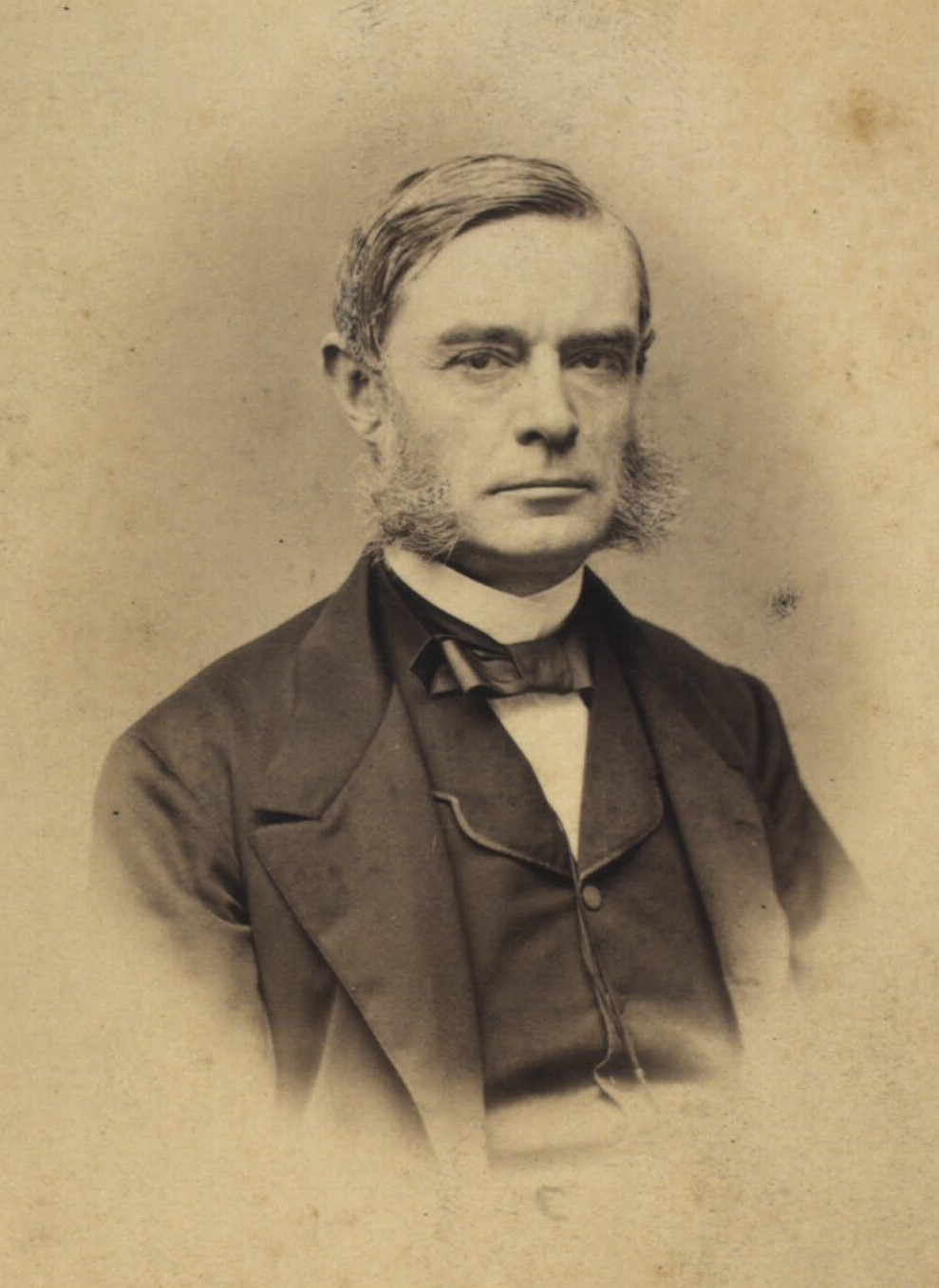
George Joachim Quaade

- 1763–1766: Wilhelm Christoph Diede zum Fürstenstein (1732–1807)
- 1784–1787: Heinrich Friedrich von Baudissin (1753–1818)
- 1789–1791: Friedrich Leopold zu Stolberg-Stolberg (1750–1819)
- 1791–1794: Christian Günther von Bernstorff (1769–1835)

...
- 1808–1815: Friedrich von Eyben (1770–1825)
- 1815–1818: Christian Günther von Bernstorff (1769–1835)
- 1819–1828: Friedrich Karl von Reventlow (1755–1828)
- 1828–1846: Eugen von Reventlow (1798–1885)
- 1845-1852: vakant
- 1852–1855: Holger Frederik Bielke (1810–1855)
- 1855–1860: Ulrich Ludwig Hans von Brockdorff (1806–1875)
- 1860–1867: George Quaade (1813–1889)

Ab 1867: Gesandter im Norddeutschen Bund, ab 1871: Gesandter im Deutschen Reich (siehe oben)

### Dänische Gesandte inSachsen
- 1798–1801: Ferdinand Anton von Ahlefeldt (1747–1815)
- 1812–1815: Magnus von Dernath (1765–1828)